# Scène de Ballet Op. 100
Scène de Ballet Op. 100 ist ein Musikstück für Solovioline und Orchester von Charles-Auguste de Bériot. Es erschien im Jahr 1857. Beriot, selber Geigenvirtuose in der Tradition von Paganini, schrieb dieses Werk als Verbindung von schwelgenden Melodien mit Tänzen wie Walzer und Bolero mit symphonischer Dramaturgie.

## Werkbeschreibung
Das Stück beginnt mit einem schnellen Allegro vivace, mit vielen kurzen Tönen und Akkorden, wobei die Solo-Violine mit Akkorden ins Orchester integriert ist. In den nächsten Takten setzt dann die Solo-Violine mit einer Solo-Stimme ein, in denen das Orchester oder das Klavier nur mit Achtel-Noten begleitet. Mit einem „Recitativ“, in dem Orchester (oder Klavier) und Solo-Violine abwechselnd spielen, und einem „Tempo più lento“ erfolgt der Übergang in ein „Adagio cantabile“, in dem, im Gegensatz zum Anfangsteil, eine sehr fließende Melodie erklingt. Das „Adagio cantabile“ endet mit einer Fermaten-Verzierung und Aufwärts-Läufen ins piano, so dass ein Kontrast zum darauf folgenden virtuosen „Tempo di Bolero“ entsteht, denn im Orchester bilden die Blechbläser mit forte den Einstieg in diesen Teil des Stückes. In diesem Teil ist immer ein Wechsel zwischen sehr virtuosen Stellen, wie z. B. eine „ricochet“-Stelle, in der der Bogen auf die Saiten fallen gelassen wird und so zum Springen gebracht wird, und hochromantischen Stellen die mit „grazioso“ überschrieben sind. Das Highlight dieses Teils ist die „Arpeggio“-Stelle, die mit gesprungenem Bogen gespielt werden muss. Anschließend geht es direkt in einen Walzer-Teil über, der einerseits von Spritzigkeit, als auch von schnellen Läufen geprägt ist. Mit allmählich steigender Lautstärke geht es in ein „Adagio“, das erst im Fortissimo gespielt wird und dann im piano eine Oktave tiefer wiederholt wird. Zudem spielt erst das ganze Orchester und dann im tieferen Teil nur die Solo-Violine mit Orchesterbegleitung. Nach einer erneuten Fermaten-Verzierung geht es in ein „Allegro appassionato“ über, wobei man schon merkt, dass das Stück zum Schluss kommt, da es eine deutliche Temposteigerung und auch eine gewisse Feurigkeit gibt. Den Schluss bildet ein „Più animato“ im Alla-Breve-Takt.

## Besetzung
Solovioline, Piccoloflöte, Flöte, 2 Oboen, 2 Klarinetten, 2 Fagotte, 2 Hörner, 2 Trompeten, 3 Posaunen, Pauken, Streicher
Die Aufführungsdauer beträgt ca. 10 Minuten.